# Canephora madagascariensis
Canephora madagascariensis är en måreväxtart som beskrevs av Johann Friedrich Gmelin. Canephora madagascariensis ingår i släktet Canephora och familjen måreväxter. Inga underarter finns listade i Catalogue of Life.